# Afrykańska Liga Mistrzów 2020/2021
Afrykańska Liga Mistrzów 2020/21 – 57. edycja rozgrywek piłkarskich Afrykańskiej Ligi Mistrzów o miano najlepszej drużyny klubowej konfederacji CAF. Zwycięzca rozgrywek otrzyma prawo reprezentowania strefy CAF na Klubowych Mistrzostwach Świata, a także prawo występu w meczu o Afrykański Super Puchar w roku 2022. Tytuł zdobyła egipska drużyna Al-Ahly.

## Podział miejsc
Wszystkie 56 federacji członkowskich CAF może przystąpić do Ligi Mistrzów CAF, przy czym 12 najwyżej sklasyfikowanych federacji według rankingu CAF z ostatnich 5 lat może zgłosić do udziały dwie drużyny. W efekcie czego w turnieju może rywalizować 68 drużyn, ale nigdy do tego jeszcze niedoszło.
W Lidze Mistrzów CAF 2020/21 zastosowany jest ranking CAF z lat 2016-2020, który oblicza punkty dla każdego związku na podstawie wyników ich klubów w ciągu tych 5 lat w Lidze Mistrzów CAF i Pucharze Konfederacji CAF. Kryteria przyznawania punktów są następujące:
|                                     | Liga Mistrzów CAF | Puchar Konfederacji CAF |
| ----------------------------------- | ----------------- | ----------------------- |
| Zwycięzca                           | 6 punktów         | 5 punktów               |
| Finalista                           | 5 punktów         | 4 punkty                |
| Przegrany półfinalista              | 4 punkty          | 3 punkty                |
| Przegrany ćwierćfinalista (od 2017) | 3 punkty          | 2 punkty                |
| 3. miejsce w grupie                 | 2 punkty          | 1 punkt                 |
| 4. miejsce w grupie                 | 1 punkt           | 0.5 punktu              |

Punkty są mnożone przez współczynnik według roku w następujący sposób:
- 2019/20: × 5
- 2018/19: × 4
- 2018: × 3
- 2017: × 2
- 2016: × 1

## Drużyny uczestniczące
W związku z Pandemią COVID-19 stowarzyszenia mogą zrezygnować z krajowych rozgrywek i wyłonić reprezentantów w rozgrywkach klubowych CAF. Związki mogą rejestrować swoich przedstawicieli między 1 września a 20 października 2020 r. Wszystkie zaangażowane zespoły muszą przestrzegać procedury licencjonowania klubów i współpracować ze swoimi stowarzyszeniami, ponieważ kluby nielicencjonowane nie otrzymają zgody na uczestnictwo.
Do rywalizacji przystąpiło 54 drużyn z 42 związków.
- Drużyny wyróżnione grubą czcionką startują od I rundy kwalifikacyjnej
- Pozostałe drużyny muszą startować od rundy wstępnej

Stowarzyszenia są pokazane zgodnie z rankingiem CAF z ostatnich 5 lat (2016-2020).
| Stowarzyszenie                | Ranking (Pkt) | Drużyna            | Sposób kwalifikacji                                                                     |
| ----------------------------- | ------------- | ------------------ | --------------------------------------------------------------------------------------- |
| Maroko                        | 1 (190)       | Raja Casablanca    | GNF 1 2019/20 zwycięzca                                                                 |
| Maroko                        | 1 (190)       | Wydad Casablanca   | GNF 1 2019/20 2. miejsce                                                                |
| Egipt                         | 2 (167)       | Al-Ahly            | Egyptian Premier League 2019/20 zwycięzca i Liga Mistrzów CAF 2019/20 zwycięzca         |
| Egipt                         | 2 (167)       | Zamalek            | Egyptian Premier League 2019/20 2. miejsce                                              |
| Tunezja                       | 3 (140)       | Espérance Tunis    | Tunisian Ligue Professionnelle 1 2019/20 zwycięzca                                      |
| Tunezja                       | 3 (140)       | CS Sfaxien         | Tunisian Ligue Professionnelle 1 2019/20 2. miejsce                                     |
| Demokratyczna Republika Konga | 4 (83)        | TP Mazembe         | Linafoot 2019/20 zwycięzca(1)                                                           |
| Demokratyczna Republika Konga | 4 (83)        | AS Vita Club       | Linafoot 2019/20 2. miejsce(1)                                                          |
| Algieria                      | 5 (81)        | CR Belouizdad      | Algerian Ligue Professionnelle 1 2019/20 zwycięzca(1)                                   |
| Algieria                      | 5 (81)        | MC Algier          | Algerian Ligue Professionnelle 1 2019/20 2. miejsce(1)                                  |
| Południowa Afryka             | 6 (68.5)      | Mamelodi Sundowns  | South African Premier Division 2019/20 zwycięzca                                        |
| Południowa Afryka             | 6 (68.5)      | Kaizer Chiefs      | South African Premier Division 2019/20 2. miejsce                                       |
| Zambia                        | 7 (43)        | Nkana              | Zambian Premier League 2019/20 zwycięzca                                                |
| Zambia                        | 7 (43)        | Forest Rangers     | Zambian Premier League 2019/20 2. miejsce                                               |
| Nigeria                       | 8 (39)        | Plateau United     | Nigeria Premier League 2019/20 1. miejsce w momencie anulowania sezonu ligowego(1)      |
| Nigeria                       | 8 (39)        | Enyimba            | Nigeria Premier League 2019/20 2. miejsce w momencie anulowania sezonu ligowego(1)      |
| Gwinea                        | 9 (38)        | Horoya             | Guinée Championnat National 2019/20 1. miejsce po 13 kolejkach(1)                       |
| Gwinea                        | 9 (38)        | Ashanti            | Guinée Championnat National 2019/20 2. miejsce po 13 kolejkach(1)                       |
| Angola                        | 10 (36)       | Petro de Luanda    | Guinée Championnat National 2019/20 1. miejsce w momencie anulowania sezonu ligowego(1) |
| Angola                        | 10 (36)       | Primeiro de Agosto | Guinée Championnat National 2019/20 2. miejsce w momencie anulowania sezonu ligowego(1) |
| Sudan                         | 11 (29.5)     | Al-Merreikh        | Sudan Premier League 2019/20 zwycięzca                                                  |
| Sudan                         | 11 (29.5)     | Al-Hilal           | Sudan Premier League 2019/20 2. miejsce                                                 |
| Libia                         | 12 (16.5)     | Al-Nasr            | Libyan Premier League 2017/18 zwycięzca(2)                                              |
| Libia                         | 12 (16.5)     | Al-Ahly Benghazi   | Libyan Premier League 2017/18 2. miejsce(2)                                             |

| Stowarzyszenie           | Ranking (Pkt) | Drużyna                | Sposób kwalifikacji                                                                               |
| ------------------------ | ------------- | ---------------------- | ------------------------------------------------------------------------------------------------- |
| Tanzania                 | 13 (14)       | Simba                  | Tanzanian Premier League 2019/20 zwycięzca                                                        |
| Wybrzeże Kości Słoniowej | 14 (13)       | RC Abidjan             | Côte d'Ivoire Ligue 1 2019/20 zwycięzca(1)                                                        |
| Kenia                    | 15 (11)       | Gor Mahia              | Kenyan Premier League 2019/20 zwycięzca(1)                                                        |
| Zimbabwe                 | 15 (11)       | Platinum               | Zimbabwe Premier Soccer League 2019 zwycięzca                                                     |
| Mozambik                 | 17 (9)        | Costa do Sol           | Moçambola 2019 zwycięzca                                                                          |
| Kongo                    | 18 (8)        | AS Otohô               | Congo Ligue 1 2019/20 zwycięzca(1)                                                                |
| Uganda                   | 18 (8)        | Vipers                 | Uganda Premier League 2019/20 zwycięzca(1)                                                        |
| Ghana                    | 20 (6.5)      | Asante Kotoko          | GFA Normalization Committee Special Competition Tier 1 2019 zwycięzca(1)                          |
| Mali                     | 20 (6.5)      | Stade Malien           | Malien Première Division 2019/20 zwycięzca                                                        |
| Rwanda                   | 22 (6)        | APR                    | Rwanda Premier League 2019/20 zwycięzca(1)                                                        |
| Eswatini                 | 23 (5)        | Young Buffaloes        | Eswatini Premier League 2019/20 zwycięzca(1)                                                      |
| Etiopia                  | 24 (4)        | Mekelle 70 Enderta     | Ethiopian Premier League 2018/19 zwycięzca(1)                                                     |
| Botswana                 | 25 (3)        | Jwaneng Galaxy         | Botswańska Premier League 2019/20 zwycięzca(1)                                                    |
| Togo                     | 25 (3)        | ASKO Kara              | Togolese Championnat National 2019/20 zwycięzca(1)                                                |
| Benin                    | 27 (2.5)      | Buffles du Borgou      | Benin Premier League 2018/19 zwycięzca(1)                                                         |
| Mauretania               | 27 (2.5)      | FC Nouadhibou          | Ligue 1 Mauritania 2019/20 zwycięzca                                                              |
| Burkina Faso             | 29 (2)        | Rahimo                 | Burkinabé Premier League 2018/19 zwycięzca(1)                                                     |
| Kamerun                  | 29 (2)        | PWD Bamenda            | Elite One 2019/20 zwycięzca(1)                                                                    |
| Gabon                    | 31 (1)        | AS Bouenguidi          | Gabon Championnat National D1 2019/20 1. miejsce grupy A w momencie anulowania sezonu ligowego(1) |
| Burundi                  | —             | Le Messager Ngozi      | Burundi Premier League 2019/20 zwycięzca                                                          |
| Czad                     | —             | Gazelle                | Chad Premier League 2020 zwycięzca                                                                |
| Dżibuti                  | —             | Garde Républicaine     | Djibouti Premier League 2019/20 zwycięzca                                                         |
| Gambia                   | —             | Gambia Armed Forces FC | GFA League First Division 2019/20 2. miejsce w momencie anulowania sezonu ligowego(1)             |
| Gwinea Równikowa         | —             | Akonangui              | Equatoguinean Premier League 2019/20 1. miejsce w momencie anulowania sezonu ligowego(1)          |
| Komory                   | —             | US Zilimadjou          | Comoros Premier League 2020 zwycięzca                                                             |
| Lesotho                  | —             | Bantu                  | Lesotho Premier League 2019/20 zwycięzca(1)                                                       |
| Niger                    | —             | AS SONIDEP             | Niger Premier League 2018/19 zwycięzca(1)                                                         |
| Senegal                  | —             | Teungueth              | Senegal Premier League 2019/20 1. miejsce w momencie anulowania sezonu ligowego(1)                |
| Somalia                  | —             | Mogadishu City         | Somali First Division 2019/20 zwycięzca                                                           |
| Zanzibar                 | —             | Mlandege               | Zanzibar Premier League 2019/20 zwycięzca                                                         |

Stowarzyszenia, które nie wystawiły drużyny do turnieju:

- Erytrea
- Gwinea Bissau
- Liberia(1)
- Madagaskar(1)
- Malawi(3)
- Mauritius(1)
- Namibia
- Republika Środkowoafrykańska(1)
- Republika Zielonego Przylądka(1)
- Reunion
- Seszele
- Sierra Leone(1)
- Sudan Południowy(1)
- Wyspy Świętego Tomasza i Książęca

## Terminarz
Start rozgrywek opóźnił się z powodu Pandemii COVID-19. W dniu 1 września 2020 r. CAF ogłosił nowy harmonogram. W dniu 10 września 2020 r. CAF zdecydował o dalszym opóźnieniu fazy kwalifikacyjnej – rundy wstępnej, pierwotnie zaplanowanej na 20–22 listopada (pierwszy mecz) i 28–29 listopada (drugi mecz) i pierwszej rundy, pierwotnie zaplanowanej na 11–13 grudnia (pierwszy mecz) i 18–20 grudnia (drugi mecz).
| Faza           | Runda                         | Data losowania   | Pierwszy mecz        | Drugi mecz         |
| -------------- | ----------------------------- | ---------------- | -------------------- | ------------------ |
| Kwalifikacje   | Runda wstępna                 | 9 listopada 2020 | 28–29 listopada 2020 | 4–6 grudnia 2020   |
| Kwalifikacje   | Pierwsza runda kwalifikacyjna | 9 listopada 2020 | 22–23 grudnia 2020   | 5–6 stycznia 2021  |
| Faza grupowa   | Termin 1                      | 8 stycznia 2021  | 12–13 lutego 2021    | 12–13 lutego 2021  |
| Faza grupowa   | Termin 2                      | 8 stycznia 2021  | 23 lutego 2021       | 23 lutego 2021     |
| Faza grupowa   | Termin 3                      | 8 stycznia 2021  | 5-6 marca 2021       | 5-6 marca 2021     |
| Faza grupowa   | Termin 4                      | 8 stycznia 2021  | 16 marca 2021        | 16 marca 2021      |
| Faza grupowa   | Termin 5                      | 8 stycznia 2021  | 2-3 kwietnia 2021    | 2-3 kwietnia 2021  |
| Faza grupowa   | Termin 6                      | 8 stycznia 2021  | 9-10 kwietnia 2021   | 9-10 kwietnia 2021 |
| Faza pucharowa | Ćwierćfinały                  | 30 kwietnia 2021 | 14–15 maja 2021      | 21–22 maja 2021    |
| Faza pucharowa | Półfinały                     | 30 kwietnia 2021 | 18–19 czerwca 2021   | 25–26 czerwca 2021 |
| Faza pucharowa | Finał                         | 30 kwietnia 2021 | 17 lipca 2021        | 17 lipca 2021      |

## Faza kwalifikacyjna

### Runda wstępna
Losowanie eliminacjach odbyło się w dniu 9 listopada 2020 r. w siedzibie CAF w Kairze w Egipcie.
| Drużyna 1                            | Wynik dwumeczu | Drużyna 2          | Pierwszy mecz | Drugi mecz |
| ------------------------------------ | -------------- | ------------------ | ------------- | ---------- |
| Ashanti                              | 1:4            | Stade Malien       | 1:2           | 0:2        |
| Gambia Armed Forces FC               | 1:3            | Teungueth          | 1:1           | 0:2        |
| RC Abidjan                           | 2:2 (br. wyj.) | ASKO Kara          | 1:0           | 1:2        |
| AS SONIDEP                           | 4:0            | Mogadishu City     | 2:0           | 2:0        |
| Al-Ahly Benghazi                     | —              | Mekelle 70 Enderta | —             | —          |
| Gazelle                              | —              | Garde Républicaine | —             | —          |
| Forest Rangers                       | 0:2            | AS Bouenguidi      | 0:0           | 0:2        |
| Jwaneng Galaxy                       | 5:1            | US Zilimadjou      | 4:0           | 1:1        |
| Young Buffaloes                      | 1:1 (br. wyj.) | Le Messager Ngozi  | 0:0           | 1:1        |
| PWD Bamenda                          | 0:1            | Kaizer Chiefs      | 0:1           | 0:0        |
| AS Otohô                             | 1:3            | Al-Merreikh        | 1:1           | 0:2        |
| Rahimo                               | 1:2            | Enyimba            | 0:1           | 1:1        |
| FC Nouadhibou                        | 1:3            | Asante Kotoko      | 1:1           | 0:2        |
| Vipers                               | 0:2            | Al-Hilal           | 0:1           | 0:1        |
| Buffles du Borgou                    | 2:6            | MC Algier          | 1:1           | 1:5        |
| Mlandege                             | 1:8            | CS Sfaxien         | 0:5           | 1:3        |
| Bantu                                | 0:1            | Nkana              | 0:1           | 0:0        |
| Akonangui                            | 2:3            | Petro de Luanda    | 0:1           | 2:2        |
| Costa do Sol                         | 1:4            | Platinum           | 1:2           | 0:2        |
| Plateau United                       | 0:1            | Simba              | 0:1           | 0:0        |
| CR Belouizdad                        | 4:0            | Al-Nasr            | 2:0           | 2:0        |
| APR                                  | 3:4            | Gor Mahia          | 2:1           | 1:3        |
| Po lewej gospodarz pierwszego meczu. |                |                    |               |            |

### I Runda kwalifikacyjna
Szesnastu zwycięzców pierwszej rundy awansowało do fazy grupowej, a 16 przegranych z pierwszej rundy przeszło do fazy play-off Pucharu Konfederacji CAF 2020/21.
| Drużyna 1                            | Wynik dwumeczu | Drużyna 2          | Pierwszy mecz | Drugi mecz |
| ------------------------------------ | -------------- | ------------------ | ------------- | ---------- |
| Stade Malien                         | 1:3            | Wydad Casablanca   | 1:0           | 0:3        |
| Teungueth                            | 0:0 (k. 3:1)   | Raja Casablanca    | 0:0           | 0:0        |
| RC Abidjan                           | 1:2            | Horoya             | 1:1           | 0:1        |
| AS SONIDEP                           | 0:5            | Al-Ahly            | 0:1           | 0:4        |
| Al-Ahly Benghazi                     | 2:3            | Espérance Tunis    | 0:0           | 2:3        |
| Gazelle                              | —              | Zamalek            | —             | —          |
| AS Bouenguidi                        | 2:4            | TP Mazembe         | 1:2           | 1:2        |
| Jwaneng Galaxy                       | 1:5            | Mamelodi Sundowns  | 0:2           | 1:3        |
| Young Buffaloes                      | 3:6            | AS Vita Club       | 2:2           | 1:4        |
| Kaizer Chiefs                        | 1:0            | Primeiro de Agosto | 0:0           | 1:0        |
| Al-Merreikh                          | 4:2            | Enyimba            | 3:0           | 1:2        |
| Asante Kotoko                        | 0:3            | Al-Hilal           | 0:1           | 0:2        |
| MC Algier                            | 2:1            | CS Sfaxien         | 2:0           | 0:1        |
| Nkana                                | 1:2            | Petro de Luanda    | 1:1           | 0:1        |
| Platinum                             | 1:4            | Simba              | 1:0           | 0:4        |
| CR Belouizdad                        | 8:1            | Gor Mahia          | 6:0           | 2:1        |
| Po lewej gospodarz pierwszego meczu. |                |                    |               |            |

## Faza grupowa
Losowanie fazy grupowej odbyło się w dniu 8 stycznia 2021 r. w siedzibie CAF w Kairze w Egipcie. 16 zwyciezskich drużyn z I rundy kwalifikacyjnej zostało rozstawionych do czterech grup po cztery drużyny.
Zespoły zostały rozstawione na podstawie ich występów w rozgrywkach CAF w poprzednich pięciu sezonach. Każda grupa zawierała po jednym zespole z czterech pul, a każda drużyna została przydzielona na pozycje w swojej grupie zgodnie z ich pulą.
Wszystkie zespoły zagrają ze sobą dwukrotnie – po 2 najlepsze z każdej grupy awansują do fazy pucharowej.
Zasady ustalania kolejności w tabeli:
1. liczba zdobytych punktów w całej rundzie;
2. punkty w meczach bezpośrednich między remisowymi drużynami;
3. różnica bramek w meczach bezpośrednich między remisowymi drużynami;
4. bramki zdobyte w bezpośrednich meczach między remisowymi drużynami;
5. bramki na wyjeździe zdobyte w bezpośrednich meczach między remisowymi drużynami;
6. różnica bramek we wszystkich meczach grupowych;
7. bramki zdobyte we wszystkich meczach grupowych;
8. bramki na wyjeździe zdobyte we wszystkich meczach grupowych;
9. losowanie.

### Grupa A
| Msc. | Zespół       | M | W | R | P | Br+ | Br- | +/- | Pkt |
| ---- | ------------ | - | - | - | - | --- | --- | --- | --- |
| 1    | Simba        | 6 | 4 | 1 | 1 | 9   | 2   | +7  | 13  |
| 2    | Al-Ahly      | 6 | 3 | 2 | 1 | 11  | 5   | +6  | 11  |
| 3    | AS Vita Club | 6 | 2 | 1 | 3 | 10  | 12  | -2  | 7   |
| 4    | Al-Merreikh  | 6 | 0 | 2 | 4 | 4   | 15  | -11 | 2   |

Źródło:

### Grupa B
| Msc. | Zespół            | M | W | R | P | Br+ | Br- | +/- | Pkt |
| ---- | ----------------- | - | - | - | - | --- | --- | --- | --- |
| 1    | Mamelodi Sundowns | 6 | 4 | 1 | 1 | 10  | 4   | +6  | 13  |
| 2    | CR Belouizdad     | 6 | 2 | 3 | 1 | 6   | 6   | 0   | 9   |
| 3    | TP Mazembe        | 6 | 1 | 2 | 3 | 3   | 6   | -3  | 5   |
| 4    | Al-Hilal          | 6 | 0 | 4 | 2 | 2   | 5   | -3  | 4   |

Źródło:

### Grupa C
| Msc. | Zespół           | M | W | R | P | Br+ | Br- | +/- | Pkt |
| ---- | ---------------- | - | - | - | - | --- | --- | --- | --- |
| 1    | Wydad Casablanca | 6 | 4 | 1 | 1 | 9   | 1   | +8  | 13  |
| 2    | Kaizer Chiefs    | 6 | 2 | 3 | 1 | 5   | 6   | -1  | 9   |
| 3    | Horoya           | 6 | 2 | 3 | 1 | 5   | 4   | +1  | 9   |
| 4    | Petro de Luanda  | 6 | 0 | 1 | 5 | 0   | 8   | -8  | 1   |

Źródło:

### Grupa D
| Msc. | Zespół          | M | W | R | P | Br+ | Br- | +/- | Pkt |
| ---- | --------------- | - | - | - | - | --- | --- | --- | --- |
| 1    | Espérance Tunis | 6 | 3 | 2 | 1 | 9   | 6   | +3  | 11  |
| 2    | MC Algier       | 6 | 2 | 3 | 1 | 4   | 4   | 0   | 9   |
| 3    | Zamalek         | 6 | 2 | 2 | 2 | 7   | 5   | +2  | 8   |
| 4    | Teungueth       | 6 | 1 | 1 | 4 | 4   | 9   | -5  | 4   |

Źródło:

## Faza pucharowa
- W losowaniu ćwierćfinałów, czterech zwycięzców grup jest rozstawionych, a czterej, którzy zajęli drugie miejsce, są nierozstawieni. Rozstawione drużyny są losowane przeciwko nierozstawionym drużynom i są gospodarzami w rewanżu. Drużyny z tej samej grupy nie mogą być losowane przeciwko sobie, podczas gdy drużyny z tego samego związku mogą być losowane przeciwko sobie.
- W losowaniach półfinałowych nie ma rozstawień, a drużyny z tej samej grupy lub tego samego związku mogą być losowane przeciwko sobie. Ponieważ losowania półfinałów odbywa się razem z losowaniem ćwierćfinałów.

Losowanie fazy pucharowej odbyło się w dniu 30 kwietnia 2021 r. w siedzibie CAF w Kairze w Egipcie.

### Drabinka
|  |                               |                               |                               |                               |                               |   |   |                            |                            |                            |                            |                            |  |  |                  |                  |                  |
|  | Ćwierćfinały (14–15, 22 maja) | Ćwierćfinały (14–15, 22 maja) | Ćwierćfinały (14–15, 22 maja) | Ćwierćfinały (14–15, 22 maja) | Ćwierćfinały (14–15, 22 maja) |   |   | Półfinały (19, 25 czerwca) | Półfinały (19, 25 czerwca) | Półfinały (19, 25 czerwca) | Półfinały (19, 25 czerwca) | Półfinały (19, 25 czerwca) |  |  | Finał (17 lipca) | Finał (17 lipca) | Finał (17 lipca) |
|  | Ćwierćfinały (14–15, 22 maja) | Ćwierćfinały (14–15, 22 maja) | Ćwierćfinały (14–15, 22 maja) | Ćwierćfinały (14–15, 22 maja) | Ćwierćfinały (14–15, 22 maja) |   |   | Półfinały (19, 25 czerwca) | Półfinały (19, 25 czerwca) | Półfinały (19, 25 czerwca) | Półfinały (19, 25 czerwca) | Półfinały (19, 25 czerwca) |  |  | Finał (17 lipca) | Finał (17 lipca) | Finał (17 lipca) |
|  |                               |                               |                               |                               |                               |   |   |                            |                            |                            |                            |                            |  |  |                  |                  |                  |
|  |                               |                               |                               |                               |                               |   |   |                            |                            |                            |                            |                            |  |  |                  |                  |                  |
|  | MC Algier                     | MC Algier                     | 1                             | 0                             | 1                             |   |   |                            |                            |                            |                            |                            |  |  |                  |                  |                  |
|  | MC Algier                     | MC Algier                     | 1                             | 0                             | 1                             |   |   |                            |                            |                            |                            |                            |  |  |                  |                  |                  |
|  | Wydad Casablanca              | Wydad Casablanca              | 1                             | 1                             | 2                             |   |   |                            |                            |                            |                            |                            |  |  |                  |                  |                  |
|  | Wydad Casablanca              | Wydad Casablanca              | 1                             | 1                             | 2                             |   |   | Wydad Casablanca           | Wydad Casablanca           | 0                          | 0                          | 0                          |  |  |                  |                  |                  |
|  |                               |                               |                               |                               |                               |   |   | Wydad Casablanca           | Wydad Casablanca           | 0                          | 0                          | 0                          |  |  |                  |                  |                  |
|  |                               |                               | Kaizer Chiefs                 | Kaizer Chiefs                 | 1                             | 0 | 1 |                            |                            |                            |                            |                            |  |  |                  |                  |                  |
|  | Kaizer Chiefs                 | Kaizer Chiefs                 | Kaizer Chiefs                 | Kaizer Chiefs                 | 1                             | 0 | 1 | 4                          | 0                          | 4                          |                            |                            |  |  |                  |                  |                  |
|  | Kaizer Chiefs                 | Kaizer Chiefs                 |                               |                               |                               |   |   |                            |                            | 4                          |                            |                            |  |  |                  |                  |                  |
|  | Simba                         | Simba                         | 0                             | 3                             | 3                             |   |   |                            |                            |                            |                            |                            |  |  |                  |                  |                  |
|  | Simba                         | Simba                         | 0                             | 3                             | 3                             |   |   | Kaizer Chiefs              | Kaizer Chiefs              | 0                          |                            |                            |  |  |                  |                  |                  |
|  |                               |                               |                               |                               |                               |   |   |                            |                            |                            |                            |                            |  |  |                  |                  |                  |
|  |                               |                               | Al-Ahly                       | Al-Ahly                       | 3                             |   |   |                            |                            |                            |                            |                            |  |  |                  |                  |                  |
|  | CR Belouizdad                 | CR Belouizdad                 | Al-Ahly                       | Al-Ahly                       | 3                             | 2 | 0 | 2 k. (2)                   |                            |                            |                            |                            |  |  |                  |                  |                  |
|  | CR Belouizdad                 | CR Belouizdad                 |                               |                               |                               |   |   |                            |                            |                            |                            |                            |  |  |                  |                  |                  |
|  | Espérance Tunis               | Espérance Tunis               | 0                             | 2                             | 2 k. (3)                      |   |   |                            |                            |                            |                            |                            |  |  |                  |                  |                  |
|  | Espérance Tunis               | Espérance Tunis               | 0                             | 2                             | 2 k. (3)                      |   |   | Espérance Tunis            | Espérance Tunis            | 0                          | 0                          | 0                          |  |  |                  |                  |                  |
|  |                               |                               |                               |                               |                               |   |   | Espérance Tunis            | Espérance Tunis            | 0                          | 0                          | 0                          |  |  |                  |                  |                  |
|  |                               |                               | Al-Ahly                       | Al-Ahly                       | 1                             | 3 | 4 |                            |                            |                            |                            |                            |  |  |                  |                  |                  |
|  | Al-Ahly                       | Al-Ahly                       | Al-Ahly                       | Al-Ahly                       | 1                             | 3 | 4 | 2                          | 1                          | 3                          |                            |                            |  |  |                  |                  |                  |
|  | Al-Ahly                       | Al-Ahly                       |                               |                               |                               |   |   |                            |                            | 3                          |                            |                            |  |  |                  |                  |                  |
|  | Mamelodi Sundowns             | Mamelodi Sundowns             | 0                             | 1                             | 1                             |   |   |                            |                            |                            |                            |                            |  |  |                  |                  |                  |
|  | Mamelodi Sundowns             | Mamelodi Sundowns             | 0                             | 1                             | 1                             |   |   |                            |                            |                            |                            |                            |  |  |                  |                  |                  |

### Ćwierćfinały
| Drużyna 1                            | Wynik dwumeczu | Drużyna 2         | Pierwszy mecz | Drugi mecz |
| ------------------------------------ | -------------- | ----------------- | ------------- | ---------- |
| Al-Ahly                              | 3:1            | Mamelodi Sundowns | 2:0           | 1:1        |
| MC Algier                            | 1:2            | Wydad Casablanca  | 1:1           | 0:1        |
| CR Belouizdad                        | 2:2 (k. 2:3)   | Espérance Tunis   | 2:0           | 0:2        |
| Kaizer Chiefs                        | 4:3            | Simba             | 4:0           | 0:3        |
| Po lewej gospodarz pierwszego meczu. |                |                   |               |            |

Dwumecz S1
| 15 maja 2021 21:00 CET | Al-Ahly · Taher 23' · S. Mohsen 89' | 2:0(1:0)Raport | Mamelodi Sundowns | Stad as-Salam, Kair Sędzia: Maguette N'Diaye |
|                        |                                     |                |                   |                                              |

| 22 maja 2021 15:00 CET | Mamelodi Sundowns · Lebusa 30' | 1:1(1:1)Raport | Al-Ahly · Ibrahim 11' | Lucas Masterpieces Moripe Stadium, Pretoria Sędzia: Janny Sikazwe |
|                        |                                |                |                       |                                                                   |

Dwumecz S2
| 14 maja 2021 21:00 CET | MC Algier · Rebiaï 83' | 1:1(0:0)Raport | Wydad Casablanca · Jabrane 66' (k.) | Stadion 5 Lipca 1962, Algier Sędzia: Bamlak Tessema Weyesa |
|                        |                        |                |                                     |                                                            |

| 22 maja 2021 18:00 CET | Wydad Casablanca · El Karti 90+2' | 1:0(0:0)Raport | MC Algier | Stade Mohamed V, Casablanca Sędzia: Joshua Bondo |
|                        |                                   |                |           |                                                  |

Dwumecz S3
| 15 maja 2021 18:00 CET | CR Belouizdad · Draoui 35' · Sayoud 82' | 2:0(1:0)Raport | Espérance Tunis | Stadion 5 Lipca 1962, Algier Sędzia: Jean-Jacques Ndala Ngambo |
|                        |                                         |                |                 |                                                                |

| 22 maja 2021 18:00 CET                    | Espérance Tunis · Benguit 68' · Ben Romdhane 87' | 2:0 k. 3:2(0:0)Raport                       | CR Belouizdad | Stadion Olimpijski w Radisie, Radis Sędzia: Bakary Gassama |
|                                           |                                                  |                                             |               |                                                            |
|                                           |                                                  | Rzuty karne                                 |               |                                                            |
| Ben Romdhane · Badri · Chaalali · Benguit |                                                  | Sayoud · Gasmi · Draoui · Djerrar · Nessakh |               |                                                            |

Dwumecz S4
| 15 maja 2021 18:00 CET | Kaizer Chiefs · Mathoho 6' · Nurković 34', 57' · Castro 63' | 4:0(2:0)Raport | Simba | First National Bank Stadium, Johannesburg Sędzia: Sidi Alioum |
|                        |                                                             |                |       |                                                               |

| 22 maja 2021 15:00 CET | Simba · Bocco 24', 56' · Chama 86' | 3:0(1:0)Raport | Kaizer Chiefs | Benjamin Mkapa National Stadium, Dar es Salaam Sędzia: Pacifique Ndabihawenimana |
|                        |                                    |                |               |                                                                                  |

### Półfinały
| Drużyna 1                            | Wynik dwumeczu | Drużyna 2     | Pierwszy mecz | Drugi mecz |
| ------------------------------------ | -------------- | ------------- | ------------- | ---------- |
| Wydad Casablanca                     | 0:1            | Kaizer Chiefs | 0:1           | 0:0        |
| Espérance Tunis                      | 0:4            | Al-Ahly       | 0:1           | 0:3        |
| Po lewej gospodarz pierwszego meczu. |                |               |               |            |

Dwumecz F1
| 19 czerwca 2021 21:00 CET | Wydad Casablanca | 0:1(0:1)Raport | Kaizer Chiefs · Nurković 34' | Stade Mohamed V, Casablanca Sędzia: Maguette N'Diaye |
|                           |                  |                |                              |                                                      |

| 25 czerwca 2021 21:00 CET | Kaizer Chiefs | 0:0(0:0)Raport | Wydad Casablanca | First National Bank Stadium, Johannesburg Sędzia: Jean-Jacques Ndala Ngambo |
|                           |               |                |                  |                                                                             |

Dwumecz F2
| 19 czerwca 2021 19:00 CET | Espérance Tunis | 0:1(0:0)Raport | Al-Ahly · Sherif 67' | Stadion Olimpijski w Radisie, Radis Sędzia: Victor Gomes |
|                           |                 |                |                      |                                                          |

| 25 czerwca 2021 21:00 CET | Al-Ahly · Ali Maâloul 38' (k.) · Sherif 56' · El Shahat 60' | 3:0(1:0)Raport | Espérance Tunis | Stad as-Salam, Kair Sędzia: Sidi Alioum |
|                           |                                                             |                |                 |                                         |

### Finał
| 17 lipca 2021 21:00 CET | Kaizer Chiefs | 0:3(0:0)Raport | Al-Ahly · Sherif 53' · Magdy 64' · El Solia 74' | Stade Mohamed V, Casablanca Sędzia: Pacifique Ndabihawenimana |
|                         |               |                |                                                 |                                                               |

## Klasyfikacja strzelców
Nie uwzględniając fazy kwalifikacyjnej
| P. | Zawodnik                 | Drużyna          | Gole |
| -- | ------------------------ | ---------------- | ---- |
| 1. | Mohamed Sherif           | Al-Ahly          | 6    |
| 2. | Amir Sayoud              | CR Belouizdad    | 4    |
| 2. | Mohamed Ali Ben Romdhane | Espérance Tunis  | 4    |
| 4. | Samir Nurković           | Kaizer Chiefs    | 3    |
| 4. | Clatous Chama            | Simba            | 3    |
| 4. | Luís Miquissone          | Simba            | 3    |
| 4. | Ayoub El Kaabi           | Wydad Casablanca | 3    |
| 4. | Mohamed Magdy Afsha      | Al-Ahly          | 3    |